# ガールズ・ライク・マネー
『ガールズ・ライク・マネー』（Girls Like Money）は、日本テレビで放送されていた経済情報番組である。2009年2月7日から2ヶ月限定で土曜17:00 - 17:30に放送されていた。

## 概要
「成長する可能性のあるビジネス」をレポートしたビデオを見ながらガールズ3名がMCとともに”何がすごいのか?””そこから新たに展開できる日本経済を元気に明るくするアイディア･ヒント”をトーク展開する。

## 放送時間
- 2009年2月7日 - 2009年3月28日：土曜 17:00 - 17:30
  - 系列局のテレビ新潟と静岡第一テレビでは同時ネットで、山口放送でも木曜 0:29 - 0:59（水曜深夜）に、それぞれ放送されていた。ただし、山口放送に関しては、最後の2回分は、土曜午後に放送されていた。

## 出演者

### 司会（MC）
- 土田晃之
- 馬場典子（当時日本テレビアナウンサー）

### ガールズ（下記から毎回3名出演）
- 西川史子
- 桃華絵里（下記項のレポーターとしても出演）
- 椿姫彩菜
- 前田敦子
- 松井絵里奈

### レポーター（毎回1名出演）
- ギャル曽根
- 槙原寛己

## スタッフ
- 構成：小笠原英樹、ユカダイ、出川真弘
- ディレクター：國弘明子、山田直子、大田博章、並木哲也、布川英樹、長縄亮、吉岡賢祐
- 総合演出：石田昌浩
- プロデューサー：千葉知紀、宮島香澄、若林愛美、加宮貴博
- チーフプロデューサー：袴田直希
- 制作協力：安寿
- 監修：日本テレビ報道局経済部
- 制作著作：日本テレビ

| 日本テレビ 土曜17:00 - 17:30枠 | 日本テレビ 土曜17:00 - 17:30枠 | 日本テレビ 土曜17:00 - 17:30枠                  |
| 前番組                         | 番組名                         | 次番組                                          |
| ------------------------------ | ------------------------------ | ----------------------------------------------- |
| ラリーKING                     | ガールズ・ライク・マネー       | 所さんの目がテン! 【日曜7:00 - 7:30枠から移動】 |